# Prompsat
Prompsat är en kommun i departementet Puy-de-Dôme i regionen Auvergne-Rhône-Alpes i centrala Frankrike. Kommunen ligger i kantonen Combronde som tillhör arrondissementet Riom. År 2022 hade Prompsat 476 invånare.

## Befolkningsutveckling
Antalet invånare i kommunen Prompsat
| Referens: INSEE |